# NHL (1933/1934)

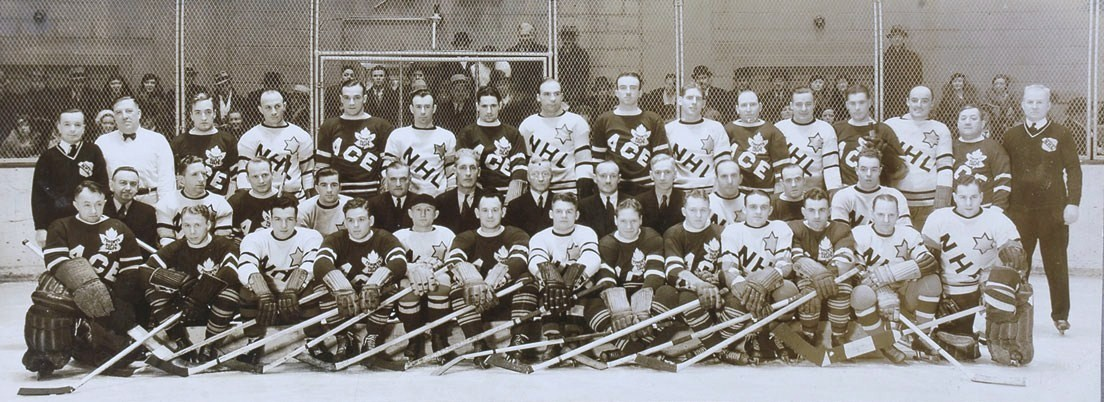
Drużyna złożona z graczy NHL w charytatywnym meczu Ace Bailey Game w 1934 roku

Sezon NHL 1933-1934 był 17. sezonem ligi NHL. Dziewięć zespołów rozegrało po 48 meczów w sezonie zasadniczym. Puchar Stanleya zdobyła drużyna Chicago Black Hawks.

## Sezon zasadniczy
M = Mecze, W = Wygrane, P = Przegrane, R = Remisy, PKT = Punkty, GZ = Gole Zdobyte, GS = Gole Stracone, KwM = Kary w minutach
| Dywizja Kanadyjska  | M  | W  | P  | R  | PKT | GZ  | GS  | KwM |
| ------------------- | -- | -- | -- | -- | --- | --- | --- | --- |
| Toronto Maple Leafs | 48 | 26 | 13 | 9  | 61  | 174 | 119 | 529 |
| Montreal Canadiens  | 48 | 22 | 20 | 6  | 50  | 99  | 101 | 308 |
| Montreal Maroons    | 48 | 19 | 18 | 11 | 49  | 117 | 122 | 414 |
| New York Americans  | 48 | 15 | 23 | 10 | 40  | 104 | 132 | 365 |
| Ottawa Senators     | 48 | 13 | 29 | 6  | 32  | 115 | 143 | 344 |

| Dywizja Amerykańska | M  | W  | P  | R  | PKT | GZ  | GS  | KwM |
| ------------------- | -- | -- | -- | -- | --- | --- | --- | --- |
| Detroit Red Wings   | 48 | 24 | 14 | 10 | 58  | 113 | 98  | 368 |
| Chicago Black Hawks | 48 | 20 | 17 | 11 | 51  | 88  | 83  | 337 |
| New York Rangers    | 48 | 21 | 19 | 8  | 50  | 120 | 113 | 401 |
| Boston Bruins       | 48 | 18 | 25 | 5  | 41  | 111 | 130 | 385 |

### Najlepsi strzelcy
| Zawodnik         | Drużyna             | Mecze | Bramki | Asysty | Punkty | Kary w minutach |
| ---------------- | ------------------- | ----- | ------ | ------ | ------ | --------------- |
| Charlie Conacher | Toronto Maple Leafs | 42    | 32     | 20     | 52     | 38              |
| Joe Primeau      | Toronto Maple Leafs | 45    | 14     | 32     | 46     | 8               |
| Frank Boucher    | New York Rangers    | 48    | 14     | 30     | 44     | 4               |
| Marty Barry      | Boston Bruins       | 48    | 27     | 12     | 39     | 12              |
| Cecil Dillon     | New York Rangers    | 48    | 13     | 26     | 39     | 10              |

## Playoffs

### Ćwierćfinały
| Montreal Canadiens – Chicago Blackhawks | Montreal Canadiens – Chicago Blackhawks | Montreal Canadiens – Chicago Blackhawks | Montreal Canadiens – Chicago Blackhawks | Montreal Canadiens – Chicago Blackhawks | Montreal Canadiens – Chicago Blackhawks | Montreal Canadiens – Chicago Blackhawks |
| Data                                    | Wyjazd                                  | Wyjazd                                  | Dom                                     | Dom                                     |                                         |                                         |
| --------------------------------------- | --------------------------------------- | --------------------------------------- | --------------------------------------- | --------------------------------------- | --------------------------------------- | --------------------------------------- |
| 22 marca                                | Chicago                                 | 3                                       | 2                                       | Mtl. Canadiens                          |                                         |                                         |
| 25 marca                                | Mtl. Canadiens                          | 1                                       | 1                                       | Chicago                                 | Po dogrywce                             |                                         |
| Chicago wygrało bramkami 4:3            |                                         |                                         |                                         |                                         |                                         |                                         |

| Montreal Maroons – New York Rangers | Montreal Maroons – New York Rangers | Montreal Maroons – New York Rangers | Montreal Maroons – New York Rangers | Montreal Maroons – New York Rangers | Montreal Maroons – New York Rangers |
| Data                                | Wyjazd                              | Wyjazd                              | Dom                                 | Dom                                 |                                     |
| ----------------------------------- | ----------------------------------- | ----------------------------------- | ----------------------------------- | ----------------------------------- | ----------------------------------- |
| 20 marca                            | NY Rangers                          | 0                                   | 0                                   | Mtl. Maroons                        |                                     |
| 25 marca                            | Mtl. Maroons                        | 2                                   | 1                                   | NY Rangers                          |                                     |
| Mtl. Maroons wygrało bramkami 2:1   |                                     |                                     |                                     |                                     |                                     |

### Półfinały
| Toronto Maple Leafs – Detroit Red Wings                     | Toronto Maple Leafs – Detroit Red Wings | Toronto Maple Leafs – Detroit Red Wings | Toronto Maple Leafs – Detroit Red Wings | Toronto Maple Leafs – Detroit Red Wings | Toronto Maple Leafs – Detroit Red Wings | Toronto Maple Leafs – Detroit Red Wings |
| Data                                                        | Wyjazd                                  | Wyjazd                                  | Dom                                     | Dom                                     |                                         |                                         |
| ----------------------------------------------------------- | --------------------------------------- | --------------------------------------- | --------------------------------------- | --------------------------------------- | --------------------------------------- | --------------------------------------- |
| 22 marca                                                    | Detroit                                 | 2                                       | 1                                       | Toronto                                 | Po dogrywce                             |                                         |
| 24 marca                                                    | Detroit                                 | 6                                       | 1                                       | Toronto                                 |                                         |                                         |
| 26 marca                                                    | Toronto                                 | 3                                       | 1                                       | Detroit                                 |                                         |                                         |
| 28 marca                                                    | Toronto                                 | 5                                       | 1                                       | Detroit                                 |                                         |                                         |
| 30 marca                                                    | Toronto                                 | 0                                       | 1                                       | Detroit                                 |                                         |                                         |
| Detroit wygrało 3:2 i awansowało do finału Pucharu Stanleya |                                         |                                         |                                         |                                         |                                         |                                         |

| Montreal Maroons – Chicago Blackhawks                                | Montreal Maroons – Chicago Blackhawks | Montreal Maroons – Chicago Blackhawks | Montreal Maroons – Chicago Blackhawks | Montreal Maroons – Chicago Blackhawks | Montreal Maroons – Chicago Blackhawks |
| Data                                                                 | Wyjazd                                | Wyjazd                                | Dom                                   | Dom                                   |                                       |
| -------------------------------------------------------------------- | ------------------------------------- | ------------------------------------- | ------------------------------------- | ------------------------------------- | ------------------------------------- |
| 28 marca                                                             | Chicago                               | 3                                     | 0                                     | Mtl. Maroons                          |                                       |
| 1 kwietnia                                                           | Mtl. Maroons                          | 2                                     | 3                                     | Chicago                               |                                       |
| Chicago wygrało bramkami 6:2 i awansowało do finału Pucharu Stanleya |                                       |                                       |                                       |                                       |                                       |

### Finał Pucharu Stanleya
| Detroit Red Wings – Chicago Blackhawks        | Detroit Red Wings – Chicago Blackhawks | Detroit Red Wings – Chicago Blackhawks | Detroit Red Wings – Chicago Blackhawks | Detroit Red Wings – Chicago Blackhawks | Detroit Red Wings – Chicago Blackhawks | Detroit Red Wings – Chicago Blackhawks |
| Data                                          | Wyjazd                                 | Wyjazd                                 | Dom                                    | Dom                                    |                                        |                                        |
| --------------------------------------------- | -------------------------------------- | -------------------------------------- | -------------------------------------- | -------------------------------------- | -------------------------------------- | -------------------------------------- |
| 3 kwietnia                                    | Chicago                                | 2                                      | 1                                      | Detroit                                |                                        |                                        |
| 5 kwietnia                                    | Chicago                                | 4                                      | 1                                      | Detroit                                |                                        |                                        |
| 8 kwietnia                                    | Detroit                                | 5                                      | 2                                      | Chicago                                |                                        |                                        |
| 10 kwietnia                                   | Detroit                                | 0                                      | 1                                      | Chicago                                | Po dogrywce                            |                                        |
| Chicago wygrało 3:1 i zdobyło Puchar Stanleya |                                        |                                        |                                        |                                        |                                        |                                        |

## Nagrody
| O’Brien Trophy:            | Toronto Maple Leafs                   |
| Prince of Wales Trophy:    | Detroit Red Wings                     |
| Calder Memorial Trophy:    | Russ Blinco, Montreal Maroons         |
| Hart Memorial Trophy:      | Aurel Joliat, Montreal Canadiens      |
| Lady Byng Memorial Trophy: | Frank Boucher, New York Rangers       |
| Vezina Trophy:             | Charlie Gardiner, Chicago Black Hawks |